# 龜丹
龜丹，是臺灣臺南市楠西區的一個傳統地域名稱，位於該區南部。相較於今日行政區，其範圍大致與龜丹里相近。
本地區境內主要聚落為龜丹、埔頭、鹽水坑。

## 歷史
台灣日治初期，龜丹地區為一街庄，稱為「龜丹庄」（舊制街庄），隸屬於楠梓仙溪西里。該庄昔日北與灣坵庄為鄰，東與阿里關庄為鄰，南邊為竹頭崎庄、沙仔田庄，西邊為竹圍庄、鹿陶庄、鹿陶洋庄。
1901年（日治明治三十四年）11月11日，全台廢縣廳改設二十廳，該庄隸屬於臺南廳。1904年（明治三十七年）3月31日，該庄編入「內噍吧哖區」，隸屬於臺南廳。1909年（明治四十二年）10月25日，全台合併二十廳為十二廳，內噍吧哖區仍隸屬於臺南廳。1920年（大正九年）10月1日，全台地方制度大改正，廢十二廳改設五州二廳，該庄改制為「龜丹」大字，隸屬於臺南州新化郡楠西庄（新制街庄）。
戰後楠西庄改制為楠西鄉，隸屬於臺南縣，大字亦改制為村。1950年（民國39年）10月25日，雲、嘉、南分治，楠西鄉仍隸屬於臺南縣。2010年（民國99年）12月25日，臺南縣、市合併為直轄臺南市，楠西鄉改制為楠西區，村亦改制為里。

## 聚落
本地區發展較早的聚落為龜丹、埔頭、鹽水坑，在日治初期的官方地圖上已有記載。

## 交通
區道南186線是鹿陶至龜丹溫泉的道路，其東側端點（終點）位於本地區南部略偏東的龜丹溫泉，由此向西會經過本地區的龜丹聚落。
區道南186-1線是鹿陶至龜丹的道路，其東側端點（終點）位於本地區西部略偏南龜丹聚落西郊的區道南186線路口，由此向北會經過埔頭聚落。

## 景點
- 龜丹溫泉